# إيبرسفيلده
إيبرسفيلده (بالألمانية: Eberswalde) هي مدينة وبلدة ألمانية تقع في ألمانيا في Barnim. يقدر عدد سكانها بـ 41,787 نسمة .

## المدن التوأمة
مدن دلمنهورست، غورجوف ويلكوبولسكي، Herlev Municipality وتوليدو (أوهايو) هي مدن توأمة لـابرس والده.

## معرض صور

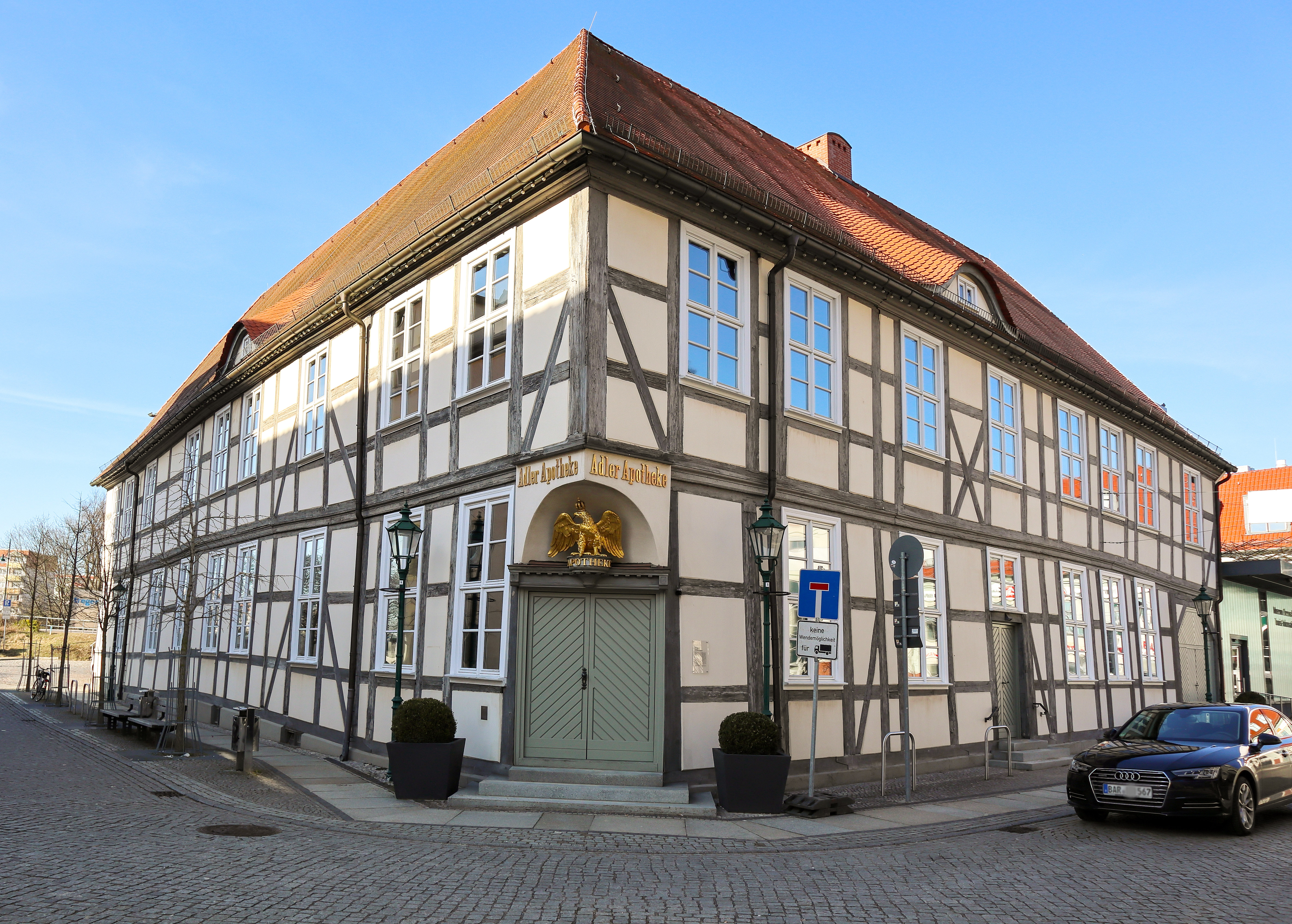
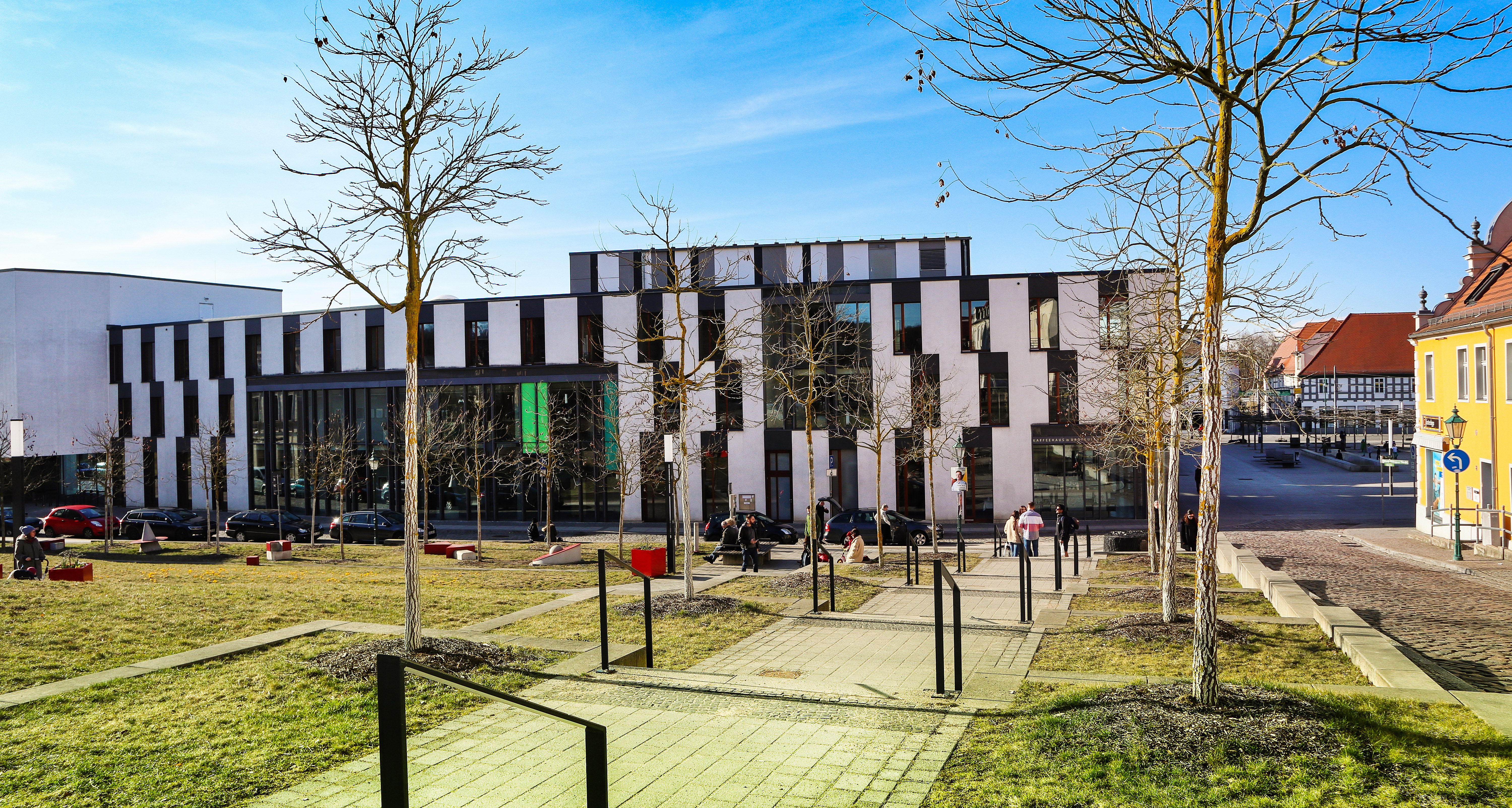
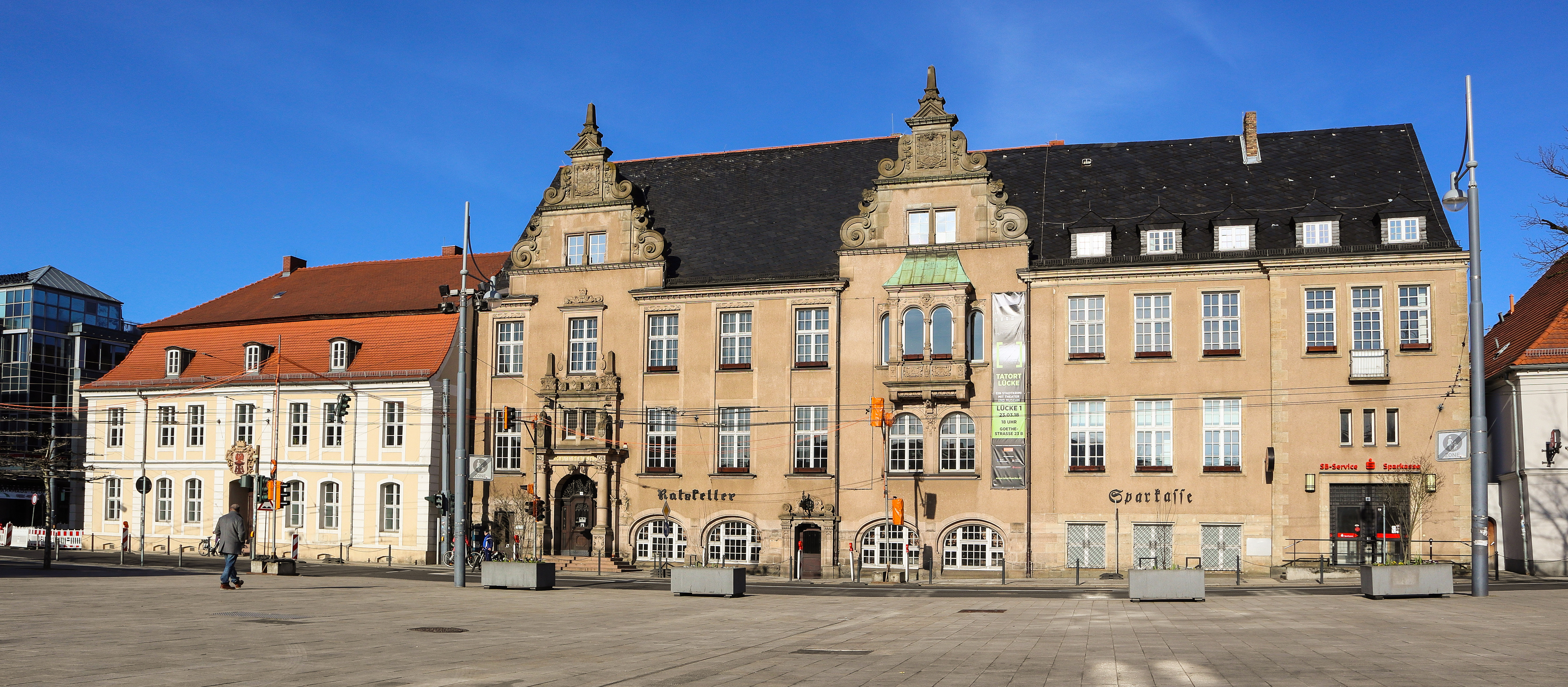
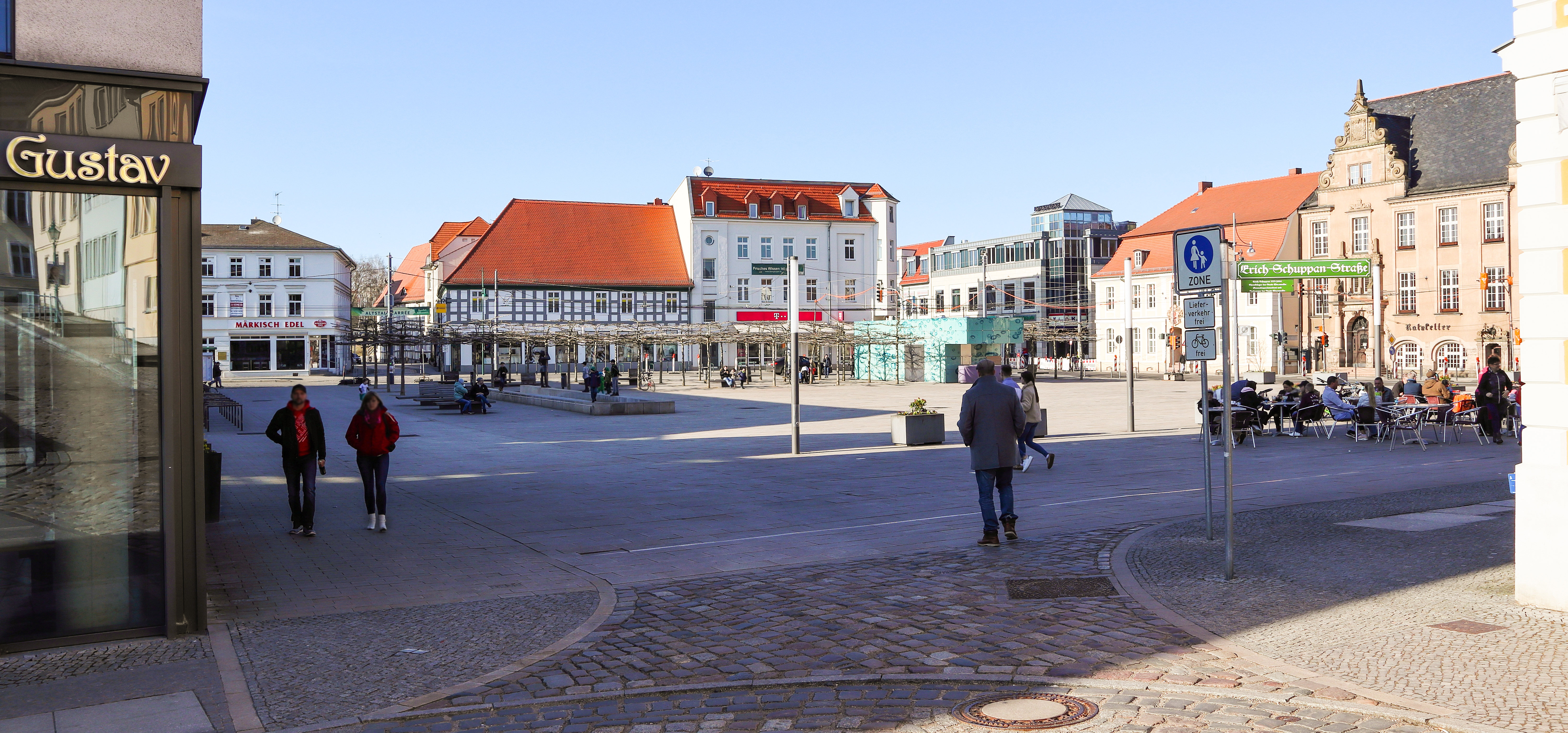

## أعلام
- إرنا برغر
- يوهانس شوبرت
- اورسولا فيرنر
- رالف هاوبتمان
- بول وندرليش
- ألبرت ريختر
- إيفا تسيلر
- آدا فون فوس